# ПАЕЕК (футбольный клуб)
ПАЕЕК (греч. Ποδοσφαιρική Αθλητική Ένωση Επαρχίας Κερύνειας) — кипрский футбольный клуб, основанный в городе Кирения выпускниками гимназии Кирении. Ныне в результате турецкого вторжения на Кипр в июле 1974 года и последовавшего изгнания из Кирении клуб играет в Никосии.
В состав спортивного клуба «ПАЕЕК» входила ныне не активная из-за финансовых проблем баскетбольная секция, трижды побеждавшая в Чемпионате Кипра (1970, 1971, 1972).

## История
Футбольная секция спортивного клуба «ПАЕЕК» в отличие от баскетбольной не имеет в своей истории каких-либо трофеев высшего национального уровня. Большую часть своей истории команда перемещается между Вторым и Третьим дивизионами. ПАЕЕК провела наибольшее число сезонов (41)[уточнить][обновить данные] во Втором дивизионе среди всех клубов. В главном кипрском дивизионе участвовала 1 раз — в сезоне-2021/22.
В сезоне 2011/2012 команда была близка к повышению в Первый дивизион, но финишировала в итоге на 4-й позиции. В сезоне 2020/21, заняв 1-е место во Втором дивизионе, команда получила право на переход в главный дивизион. По итогам сезона 2021/22 вылетела обратно во Второй дивизион.

## Цвета
Чёрный в цветах «ПАЕЕКа» символизирует турецкую оккупацию Кирении 1974 года, а белый — надежду, что однажды клуб вернётся на свою родину. Когда это случится, клуб изменит свои цвета на чёрно-жёлтые, которые были официальными цветами «ПАЕЕКа» до турецкого вторжения.

## Достижения
Третий дивизион
- Победитель (3): 1991/92, 2002/03, 2007/08

Второй дивизион
- Победитель (1): 2020/21